# Aventuras de Joselito y Pulgarcito
Aventuras de Joselito y Pulgarcito (también conocida como Aventuras de Joselito en América)  es una coproducción hispano-mexicana de drama musical estrenada en 1960, coescrita y dirigida por René Cardona y protagonizada en los papeles principales por Joselito, Cesáreo Quezadas (Pulgarcito) y Enrique Rambal.
La discográfica RCA editó un sencillo con las cuatro canciones de la película: "Sonajero plateado", "Arbolea ea-ea", "Mi torero español" y "Lucerito, lucerito".

## Sinopsis
Joselito vive con su abuela en un pequeño pueblo de pescadores. Su padre emigró hace años a América para intentar hacer fortuna. Un día, el chico deseoso de reencontrarse con su padre decide viajar a América, embarcándose en una pequeña barca. Milagrosamente, Joselito es socorrido en alta mar por un buque que se dirige a México, donde conoce a Pulgarcito, un chaval vendedor de periódicos que le ayudará en la búsqueda de su padre y con quien vivirá numerosas aventuras.

## Reparto
- Joselito	...	Joselito
- Cesáreo Quezadas ... Pulgarcito
- Enrique Rambal
- Óscar Ortiz de Pinedo
- Anita Blanch
- Nora Veryán
- Arturo Castro
- Guillermo Álvarez Bianchi
- Alfredo Wally Barrón
- Florencio Castelló
- Manuel Capetillo
- Enrique García Álvarez